# Laeken (zámek)
Zámek Laeken, nizozemsky Kasteel van Laken, francouzsky Château de Laeken, v minulosti zvaný Zámek Schonenberg, je soukromá rezidence belgického krále na severozápadě belgického hlavního města Bruselu, na předměstí Laeken (též Laken). Belgická královská rodina zde tráví většinu času, na rozdíl od oficiálního sídla.  

## Historie

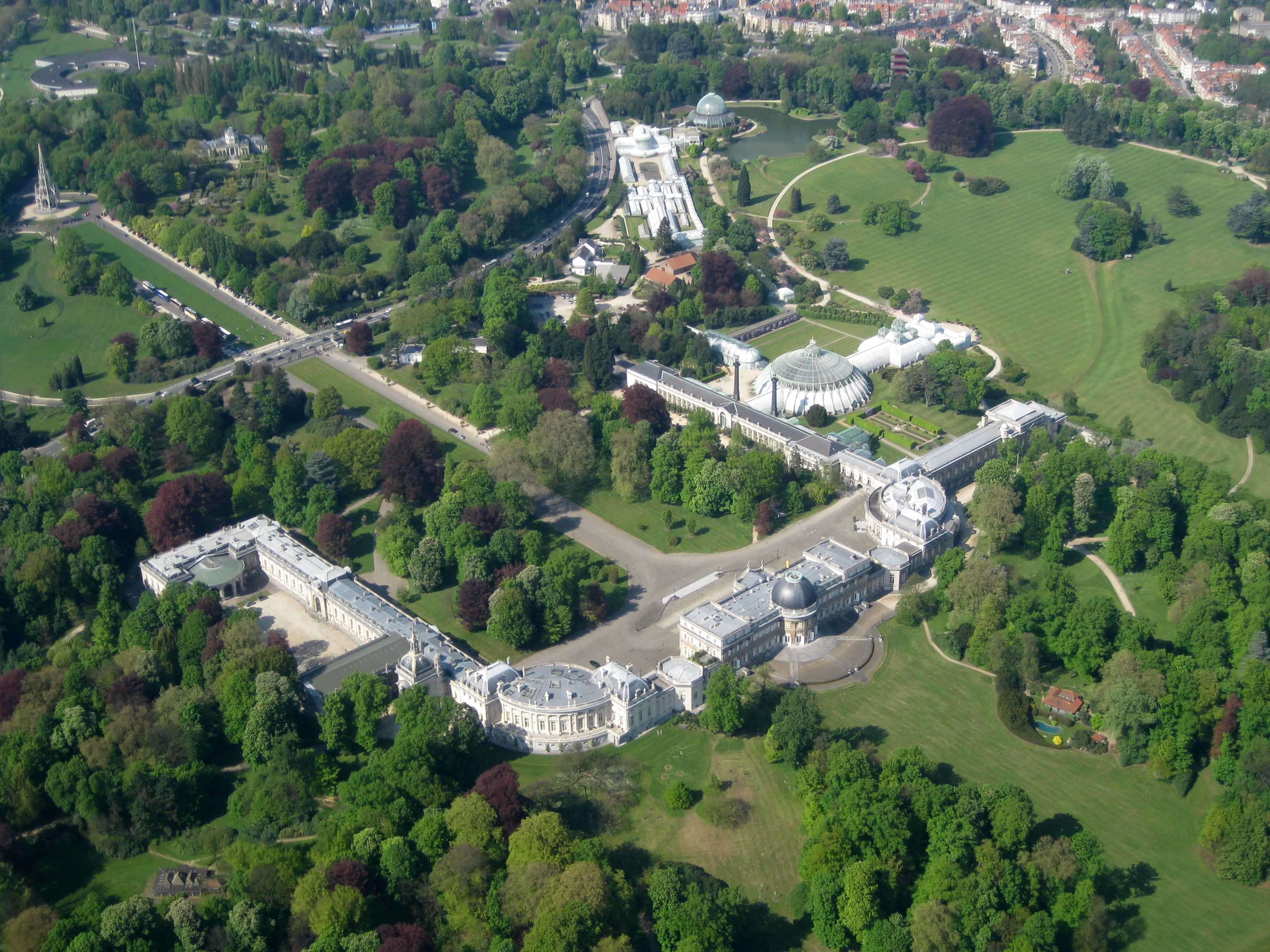
Situace zámku a parku

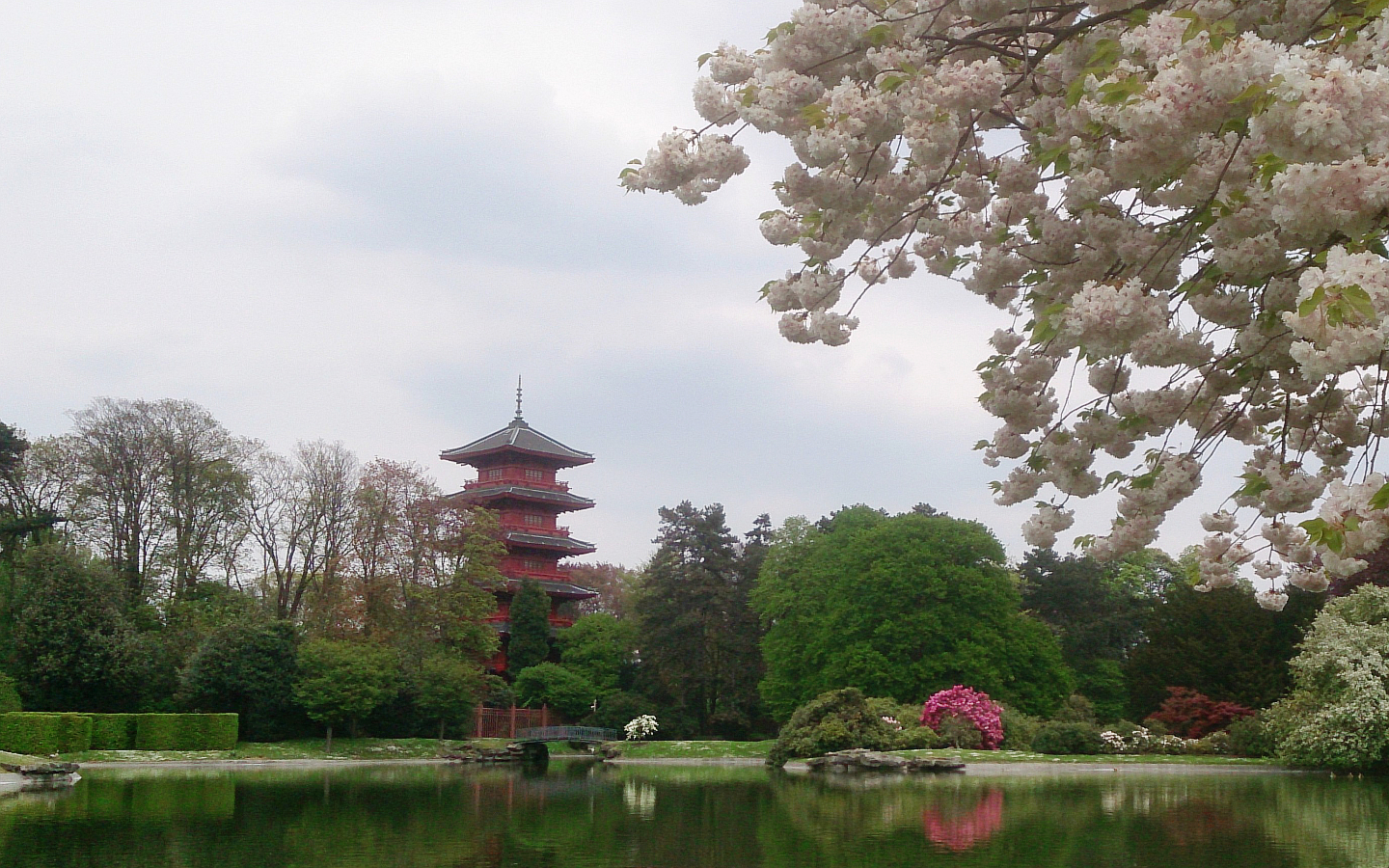
Japonská věž v parku

Zámek byl vystavěn v letech 1782-1784 podle návrhu francouzského architekta Charlese de Wailly (autora pařížského Théâtre de l'Odéon) v klasicistním stylu. Původně šlo o letní rezidenci habsburských generálních místodržitelů Rakouského Nizozemí, konkrétně byl zámek vystavěn pro Marii Kristinu Habsbursko-Lotrinskou a Alberta Kazimíra Sasko-Těšínského. Po Napoleonově vpádu do Belgie na zámku sídlil správce francouzského protektorátu zvaného Dyle a několikrát zde přebýval i sám Bonaparte. Právě zde podepsal deklaraci o válce proti Rusku. 
Po zisku belgické nezávislosti v roce 1830 zámek převzala královská rodina, za sídlo sloužil prvnímu králi Leopoldovi I. od roku 1831. V roce 1880 se zde arcivévoda Rudolf Habsbursko-Lotrinský seznámil se svou nevěstou, šestnáctiletou princeznou Stefanií Belgickou.
V roce 1890 zámek vyhořel a byl poté upraven. V letech 1874-1895 byly v parku při oranžérii přistavěny dva rozsáhlé skleníky zaklenuté kupolí, podle návrhu Alphonse Balata, na jejich výstavbě spolupracoval již mladý Victor Horta. Skleníky se rozkládají na ploše 2,5 hektaru a lze v nich spatřit významnou botanickou sbírku (veřejnost ji v současnosti může spatřit několik dní v roce). Jižně od královského paláce se nachází novogotický kostel Panny Marie, který byl postaven jako mauzoleum pro první ženu krále Leopolda I., královnu Marii Louisu Orleánskou. Jeho architektem byl Joseph Poelaert, který projektoval i Palác spravedlnosti v Bruselu. Pod kostelem je v kryptě nekropole ostatních členů belgické královské rodiny. O něco dále na severovýchod stojí v parku populární Čínský pavilon a Japonská věž, významné příklady orientalismu v evropské zahradní architektuře.